# Ван Зандт, Мария
Мария Ван Зандт (англ. Marie van Zandt; 1858—1919) — американская оперная певица (драматическое сопрано).

## Биография и творчество
Мария Ван Зандт родилась 8 октября 1858 года в городе Нью-Йорке в семье Дженни Ван Занд (англ. Jennie van Zandt), известной по работе в миланском театре Ла-Скала и Музыкальной академии Нью-Йорка. Именно в семье девочка получила первые уроки музыки, затем — обучение в Миланской консерватории, где её вокальным педагогом стал Франческо Ламперти.
Её дебют состоялся в 1879 году в итальянском Турине.
После удачного дебюта Мария Ван Зандт выступила на сцене Королевского театра Ковент-Гарден. Но, чтобы добиться настоящего успеха в то время, надо было дебютировать в Париже, поэтому Мария заключила контракт с Опера-Комик и дебютировала на парижской сцене 20 марта 1880 года в опере «Миньона» Амбруаза Тома. Вскоре специально для Марии ван Зандт Лео Делиб написал оперу Лакме; премьера состоялась 14 апреля 1883 года.
Утверждалось, что «лучше всего ей удаются поэтические роли: Офелия, Джульетта, Лакме, Миньона, Маргарита».
Мария Ван Зандт впервые посетила Россию в 1885 году и дебютировала в столице Российской империи городе Санкт-Петербург на сцене Мариинского театра, в опере «Лакме». С тех пор она неоднократно приезжала в Россию и всегда пела с возрастающим успехом, в последний раз в 1891 году. Надежда Салина вспоминала: «Разнообразное дарование помогало ей воплощаться в какой угодно сценический образ: у вас навертывались слезы, когда вы слышали её молитву в последней сцене оперы «Миньон»; вы от души смеялись, когда она капризной девчонкой набрасывалась на Бартоло в «Севильском цирюльнике» и поражала вас яростью тигренка при встрече с чужеземцем в «Лакме». Это была богатая одухотворенная натура».
На сцене Метрополитен Опера Мари ван Зандт дебютировала в роли Амины в «Сомнамбуле» Винченцо Беллини 21 декабря 1891 года.
Во Франции Ван Зандт познакомилась и подружилась с Массне. Она принимала участие в домашних концертах, устраиваемых в парижских аристократических салонах, например у госпожи Лемер, у которой бывали Марсель Пруст, Элизабет Греффюль, Рейнальдо Ан, Камиль Сен-Санс.
Выйдя замуж за графа Михаила Черинова, Мария Ван Зандт оставила сцену и жила во Франции. Скончалась 31 декабря 1919 года в Каннах; похоронена в Париже на кладбище Пер-Лашез.